# 同型矢倉
同型矢倉（どうけいやぐら）は、将棋の相矢倉戦で起こる戦型／戦形。
| 9  | 8  | 7  | 6  | 5  | 4  | 3  | 2  | 1  |    |
| 香 | 桂 |    |    |    |    |    | 桂 | 香 | 一 |
|    | 飛 |    |    |    | 角 | 金 | 王 |    | 二 |
|    |    | 桂 | 銀 |    | 金 | 銀 | 歩 |    | 三 |
| 歩 |    | 歩 | 歩 | 歩 | 歩 | 歩 |    | 歩 | 四 |
|    | 歩 |    |    |    |    |    | 歩 |    | 五 |
| 歩 |    | 歩 | 歩 | 歩 | 歩 | 歩 |    | 歩 | 六 |
|    | 歩 | 銀 | 金 |    | 銀 | 桂 |    |    | 七 |
|    | 玉 | 金 | 角 |    |    |    | 飛 |    | 八 |
| 香 | 桂 |    |    |    |    |    |    | 香 | 九 |

| 9  | 8  | 7  | 6  | 5  | 4  | 3  | 2  | 1  |    |
| 香 | 桂 |    |    |    |    | 角 | 桂 | 香 | 一 |
|    | 飛 |    |    | 金 |    | 王 |    |    | 二 |
|    |    | 桂 | 銀 |    | 金 | 銀 | 歩 |    | 三 |
| 歩 |    | 歩 | 歩 | 歩 | 歩 | 歩 |    | 歩 | 四 |
|    | 歩 |    |    |    |    |    | 歩 |    | 五 |
| 歩 |    | 歩 | 歩 | 歩 | 歩 | 歩 |    | 歩 | 六 |
|    | 歩 | 銀 | 金 |    | 銀 | 桂 |    |    | 七 |
|    |    | 玉 |    | 金 |    |    | 飛 |    | 八 |
| 香 | 桂 | 角 |    |    |    |    |    | 香 | 九 |

先後同型（せんごどうけい）や『必勝!!同型将棋破り (屋敷伸之の忍者将棋) 』（屋敷伸之監修、甲斐栄次  (著)、高橋書店、1993年）など、将棋で対戦者が同じ陣形・陣型になる局面の場合は同｢型」が使用されることが主であるが、関西将棋会館｢関西将棋辞典」など、 同｢形」が載せられており、将棋の記事や観戦記等においても正確な使い分け使用区分などが成されていたり、決めごとがあるわけではない。
対局者同士で同じ陣の形になるのは、矢倉や角換わりをはじめとした相居飛車将棋や相振り飛車戦で起こる現象であり、序盤戦駆け引きで偶発的な場合の他、意図的に戦術として行うことも多い。
同型矢倉と呼ばれる局面は図1のように対局者同士が▲4七銀-3七桂と△6三銀-7三桂の陣にして戦う相矢倉戦をいう。
土居矢倉が台頭してきた2010年代後半からは図2のようにお互いが 土居矢倉に組む将棋も出現する。2019年3月第60期王位戦リーグ▲永瀬拓矢－△千田翔太戦、第4期叡王戦七番勝負第3局▲永瀬ー△高見叡王戦など幾つか出現。
矢倉戦においては相総矢倉（千日手矢倉）や脇システムなど、同じになることは多いが、これは同型の矢倉戦であると先に仕掛けた方が不利になると考えられている面があり、脇システムは角交換による手損を招き、千日手矢倉については長年千日手にならぬように先手からの打開策が模索されてきた。
図1の局面で先手が▲4五歩と仕掛ける順について、中原誠編『山田道美将棋著作集』第三巻｢矢倉の実戦研究」に変化が示されている。山田は 図より ▲4五歩 ▽同歩 ▲3五歩 ▽同歩 ▲同角という手順を示しているが、他に▲4五歩 ▽同歩 ▲3五歩 ▽同歩 ▲4五桂という指し方もあり、以下 ▽4四銀 ▲4六銀 ▽3六歩 ▲3三歩 ▽同桂 ▲2四歩 ▽同歩 ▲同飛 ▽2三歩 ▲3三桂成 ▽同金直 ▲2九飛 ▽4五歩 ▲3五銀 ▽4五桂 ▲3四歩 ▽3五銀 ▲3三歩成 ▽同玉 ▲3五金が一例で、この攻め方は2歩突き捨てて勢いをつける指し方があり、先手の攻め、後手の受けという展開になる。 
山田は▲4五歩 ▽同歩 ▲同桂 ▽4四銀 ▲4六銀 とする手順も示している。以下▽6五歩 ▲同歩 ▽7五歩 ▲同歩 ▽6五桂 ▲6六銀 ▽7七歩 ▲同桂 ▽8六歩 ▲同歩 ▽同飛 ▲8七歩 ▽7七桂成 ▲同金直 ▽8一飛 ▲6五歩△7五銀 ▲6五桂 ▽7六歩 ▲7五銀 ▽7七歩成 ▲同玉 ▽7五金で、この順であると先の手順とは後手に１歩渡しており、跳ねた桂も質駒になっているが、実戦例もいくつかある。
途中先手の▲4六銀で、後手としては△4五銀▲同銀△4四歩とする手もあり、以下先手の手順例が数例ある。
▲2四歩△同歩▲同角△同角▲同飛と角交換をし、△2三歩にひとつは▲3四銀△2四歩▲2三歩△3一玉▲4三銀成△同金と強行し、2ニ、5一、6一の三つの角打ちをみる手がある。もうひとつは△2三歩に▲2九飛と引き、△4五歩に▲4四歩から▲7一角の狙いもある。桂損でも4四に拠点が築くことが可能。
他に△4四歩に▲同銀と切って△同金に▲4八飛と金取りにまわるのも、後手が歩切れのために受け方が難しく、△4五桂には▲4六歩△3三桂▲3五歩という攻めが途切れない。
山田は他に▲4五歩▽同歩▲同桂▽4四銀 に▲2四歩と角交換をする指し方も示してあり、以下 ▽同歩 ▲同角 ▽同角 ▲同飛 ▽2三歩 ▲2九飛 で一旦後手をひくが手順に飛車を深く引いて ねらいは再度▲2四歩の合わせがあり、これも実戦例が多い攻め方である。 ここから ▽6五歩に▲同歩は△同桂で、▲2四歩 ▽同歩 ▲5一角 に▽3七角 ▲2四角成 ▽2三歩 ▲5七馬 ▽1五角成 もしくは▽6四角成で、先手が▲4六銀 として一局。△6五歩に ▲2四歩 ▽同歩 ▲5一角 ▽3七角 ▲2四角成 ▽2三歩 ▲5七馬△6六歩▲同銀△6五歩▲7七銀△8六歩▲同銀△5五歩もある。
いずれの手順も先手側が不利もしくは難解の実戦例を解説をしている。
この矢倉戦の展開では、双方あと１歩入れば玉頭に継ぎ歩 を狙う展開が考えられている。
実戦例には1954年1月10日 第3期王将戦の大山康晴 vs. 升田幸三 戦などが知られる。
特に 米長邦雄 は得意戦法としており、1979年の京都｢将棋まつり」席上対局（▲2四歩からの飛車先と角交換）の他、1980年の第36期棋聖戦では第四局で▲4五歩～4六銀の順を指して勝利し、タイトルを獲得している。米長はこの形について、無理でもなんでも攻めることにしているという。これは手待ちをして先に仕掛けられて負けたとすれば引退を考えるほどのショックを受けるとしているとし、さらに先手側で千日手にしようと思ったところで相手に潰されたとしたら三年くらいは立ち直れないとしているからである。
米長はその後も1986年06月26日 名将戦、島朗 戦、1986年06月24日 王位戦の中原誠 戦、1986年10月08日 王将戦の森雞二戦、1986年07月16日 王位戦七番勝負第1局の高橋道雄 戦では後手番で、1981年の順位戦 vs. 板谷進戦、 1983年の王将戦挑戦者決定リーグ、vs．加藤一二三 戦、1987年10月01日 全日本プロトーナメント、vs. 森内俊之 戦、1987年01月10日 早指選手権戦、vs. 南芳一 戦では先手番でと、この戦型を多く指している。